# Tympanoptera serrulata
Tympanoptera serrulata är en insektsart som beskrevs av Max Beier 1954. Tympanoptera serrulata ingår i släktet Tympanoptera och familjen vårtbitare. Inga underarter finns listade i Catalogue of Life.